# Amauta (chi bướm)
Amauta là một chi bướm đêm thuộc họ Castniidae. Nó được Houlbert miêu tả năm 1918.

## Các loài
- Amauta ambatensis (Houlbert, 1917)
- Amauta cacica (Herrich-Schäffer, [1854])
- Amauta hodeei (Oberthür, 1881)
- Amauta papilionaris (Walker, [1865])